# Chiesa di Sant'Antonio Abate (Cascia)
La ex chiesa di Sant'Antonio Abate è un edificio situato nel centro storico di Cascia, in provincia di Perugia; già luogo di culto cattolico, dal 1997 è museo e fa parte insieme a Palazzo Santi del Circuito Museale Urbano di Cascia.

## Storia e descrizione
La chiesa sorse insieme ad un monastero benedettino alla fine del XIV secolo, in luogo di un insediamento monastico più antico la cui presenza era testimoniata fin dal 1025. Nel XV secolo l'interno venne arricchito con due cicli di affreschi realizzati rispettivamente dal Maestro della Dormitio di Terni (nell'abside, con Scene della vita di Sant'Antonio, Evangelisti un'Annunciazione) e da Nicola di Ulisse da Siena (nel coro delle monache, con Scene della vita di Gesù e le Virtù cardinali); alla seconda metà del Quattrocento risale il gruppo scultoreo policromo Tobia e l'angelo del marchigiano Domenico Indivini, situato nel coro delle monache.
Il luogo di culto venne fortemente danneggiato dal terremoto dell'Aquila del 1703, in seguito al quale l'aula venne interamente ricostruita tra il 1707 e il 1709 in forme barocche. Essa si compone di un'unica navata lungo la quale si aprono tre cappelle per lato, ciascuna con un altare settecentesco in legno dipinto a finto marmo; l'altare maggiore è sormontato da un ricco ciborio barocco. Sulla cantoria in controfacciata si trova l'organo a canne, realizzato nel XVII secolo dall'organaro leonessano Luca Neri; lo strumento, integro nelle sue caratteristiche originarie, è racchiuso all'interno di una cassa lignea dipinta, è a trasmissione meccanica e dispone di 5 registri.